# Stráž obrany státu
Stráž obrany státu (SOS) byl speciální bezpečnostní sbor založený na základě vládního nařízení č. 270/1936 sb. (schváleno 23. října 1936), jenž existoval a působil v letech 1936 až 1939. Za mírového stavu fungovaly jednotky Stráže obrany státu jen rámcově, přičemž její příslušníci (podle zkratky SOS přezdívaní „sosáci“) vykonávali svou běžnou službu u četnictva, finanční stráže a státní policie, v případě ohrožení bezpečnosti republiky však byly aktivovány a doplněny o záložníky s trvalým bydlištěm v blízkosti nasazení. Při bojích mezi zářím 1938 a březnem 1939 přišlo o život 84 příslušníků SOS a 270 utrpělo zranění.

## Struktura a činnost

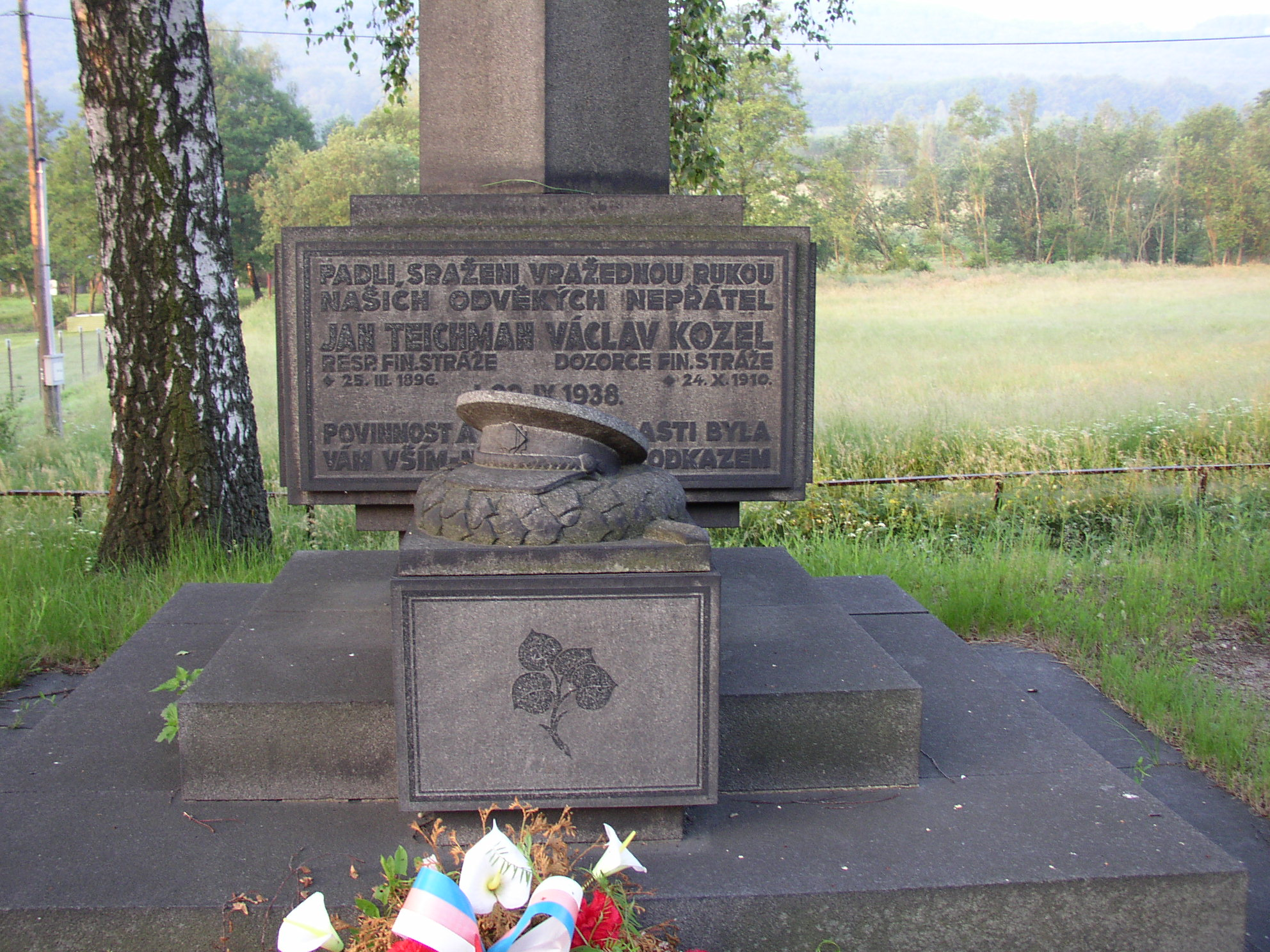
Text na památníku příslušníků finanční stráže v Dolním Podluží

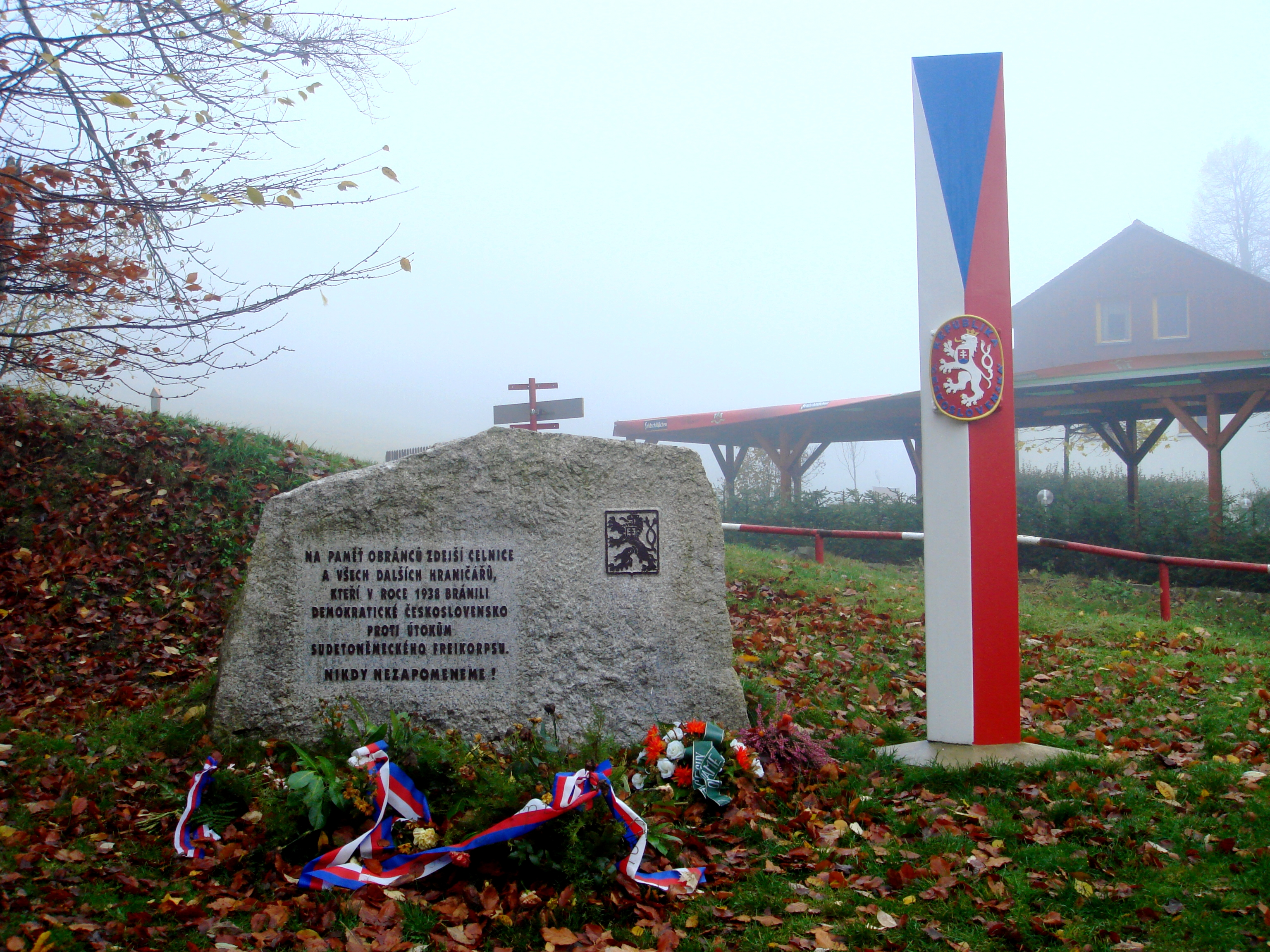
Pomník obráncům hranic proti Sudetoněmeckému Freikorpsu

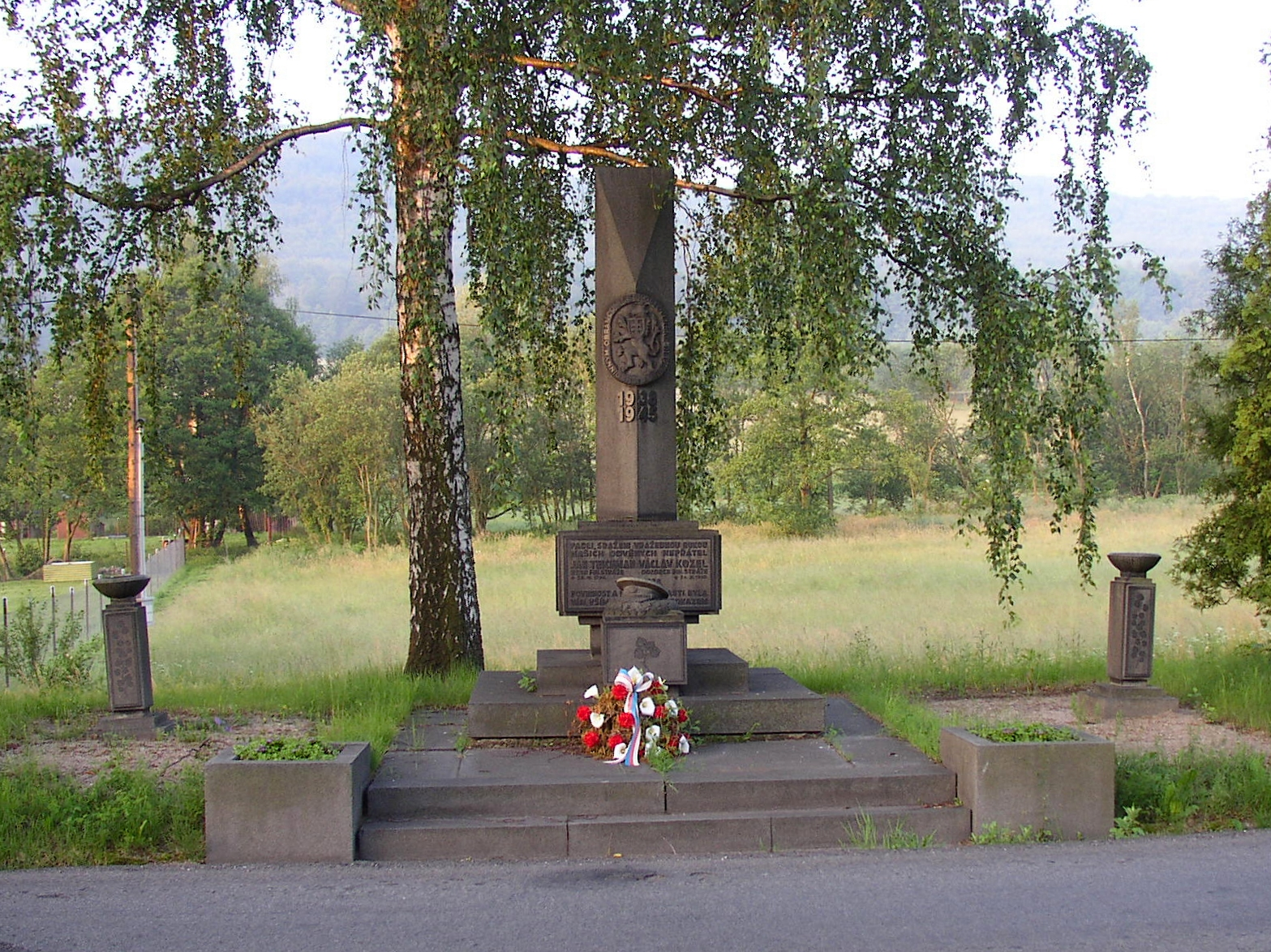
Památník příslušníků finanční stráže Jana Teichmanna a Václava Kozla v Dolním Podluží

Před zřízením stráže chránila hranice finanční stráž řízená ministerstvem financí, ovšem její hlavní činností byla celní služba a zbylé oblasti pokrývala jen okrajově, pokud vůbec.
Zpočátku tvořilo SOS výhradně četnictvo, finanční stráž a státní policie. Posléze k ní byli přiřazováni i další spolehliví občané a členové vhodných organizací. V případě hrozících nepokojů existovala možnost posílit oddíly SOS příslušníky pravidelného vojska. Podle původních plánů mělo vzniknout 38 praporů SOS, nakonec jich však bylo pouze 31, z toho jeden vnitrozemský, dislokovaný v Praze. Předpokládalo se, že v případě náhlé bezprostřední nepřátelské hrozby budou prapory SOS schopny v několika hodinách obsadit hranice a poskytnou armádě určitý čas na přípravu. Výzbroj oddílů SOS tvořily pistole, pušky, lehké kulomety a granáty. K plánovanému dozbrojení těžkými kulomety již nedošlo, navíc mnoho oddílů dostalo jen část patřičného vybavení.
Počet příslušníků SOS postupně rostl. V září 1938 činil 29 611 mužů, z toho 6 438 finančníků a 16 582 vojenských posil a aktivních vojáků. Příslušníci SOS byli v rámci mimořádných opatření rozmístěni v bojových a strážních pozicích na hranicích v květnu 1938 a s výjimkou vojenských posil tam zůstali až do září. V září došlo k ostrým střetům ozbrojených složek s německými záškodníky organizovanými Sudetoněmeckou stranou Konráda Henleina a patrně i s příslušníky ozbrojených sborů německé říše.
Po odstoupení pohraničí strážily SOS za již klidnější situace nové hranice, byť i zde se objevilo několik incidentů. V březnu 1939 vedly oddíly SOS na Podkarpatské Rusi ústupové boje s ukrajinskými nacionalisty a zejména Maďary. 26. listopadu byla pohotovost pro příslušníky SOS zrušena a ti se vrátili ke své policejní a celní činnosti. 21. prosince 1939 pak protektorátní vláda Stráž obrany státu rozpustila. V rámci Slovenského státu byla tato organizace zrušena později.
Po druhé světové válce nebyla SOS obnovena. K ochraně hranic byla vytvořena pohraniční stráž.

## Vznik
Před vznikem Stráže obrany státu střežili hranice Československa pouze příslušníci finanční stráže, ti však vykonávali funkci celníků.  Avšak ke kontrole hranic z hlediska bezpečnostního zdaleka nestačili. Po mnoha naléhání vojáků, kteří vyžadovali vyřešení otázky ochrany hranic, nechala 19. listopadu 1934 Nejvyšší rada obrany státu zřídit komisi pro řešení této problematiky.
Na jaře 1936 navrhlo ministerstvo národní obrany, aby vznikl jednotný bezpečnostní sbor, který by vznikl úplným sloučením finanční stráže, četnictva a státní policie. Tento návrh byl však smeten ze stolu. Ministerstvo vnitra bylo pověřeno vypracováním vládního nařízení o zřízení Stráže obrany státu. Na základě vypracovaného vládního nařízení  č. 270/1936 Sb. vznikla 23. října 1936 Stráž obrany státu.
Hlavními úkoly stráže byly:                                              
- ochrana neporušitelnosti státní hranice a nedotknutelnosti státního území
- spolupůsobení při ochraně veřejného pořádku, klidu a bezpečnosti
- spolupůsobení při provádění úkonů celní správy

Stráž měla tedy okamžitě zajistit obranu státní hranice a usnadnit nástup armády.

## Výzbroj
Výzbroj družstva stráže:

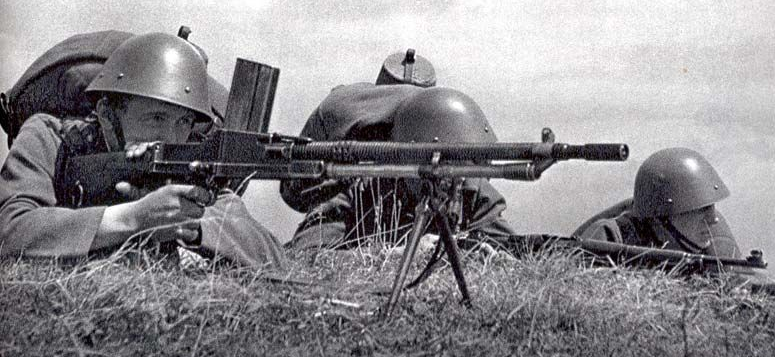
Českoslovenští vojáci s lehkým kulometem vz. 26

- lehký kulomet – většinou lehký kulomet vz. 26, k němu plnička zásobníků a náboje
- souprava map – v měřítku 1:75000
- jízdní kolo
- signalizační pistole – bílé světlice sloužily k osvětlení bojiště během noci, zelené signalizovaly ústup a červené kontakt s nepřítelem
- kompas
- signalizační terče pro spojení s letectvem
- nůžky na drát
- dalekohled

Výzbroj člena stráže:

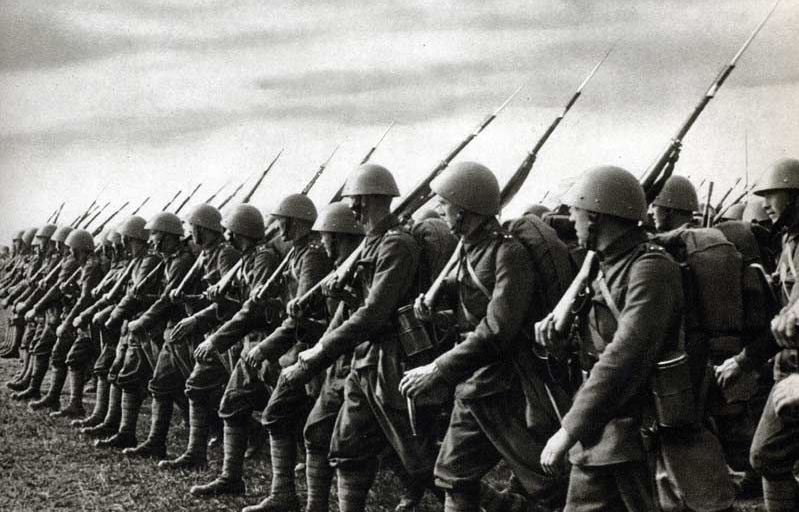
Českoslovenští vojáci s puškou vz. 24 a bodáky

- puška (pistole) – většinou Puška vz. 33 (ráže 7,92 mm), pro pušku 120 nábojů (pro pistoli 24)
- 3 ruční granáty
- bodák s pochvou – vz. 24 (délka 43 cm, délka čepele 29,5 cm)
- plynová maska – vz. 35
- přilba vz. 32 (z pancéřového plechu o tloušťce 1 mm)

## Služební předpis
„Proto je povinností a ideálem každého mravného a čestného příslušníka stráže: mravně a čestně žíti, dobře a ukázněně konati službu, v boji statečně bojovati a bude-li tomu chtíti osud – také čestně zemřít.“

## Přísaha
„Přísahám při všem, co jest mi svaté, a v plné shodě se svým svědomím a přesvědčením, že budu poslušen presidenta a vlády republiky československé a všech svých velitelů a představených; přísahám, že budu bez odmluvy plniti jejich nařízení vždy a všude, i v nebezpečí, bez váhání a odporu, že svůj útvar neopustím, ale i život svůj ochotně dám na ochranu vlasti a za její svobodu; přísahám, že budu své druhy milovati, k nim věrně státi, v nebezpečí je neopustím, ale až do konce s nimi budu bojovati, jak mi káže mužná čest a vědomí povinností občanských. Tak přísahám.“

## Prapory stráže obrany státu
| Sídlo praporu       | Velitel                | Okresy tvořící obvod praporu | Počet mužů k 22. září 1938 |
| ------------------- | ---------------------- | --- | -------------------------- |
| Praha*              | plk. Josef Papež       | Brandýs nad Labem, Jílové, Kladno, Praha, Praha venkov, Říčany, Slaný                                                                          | 869                        |
| Strakonice          | pplk. Jaroslav Rejžek  | Prachatice, Strakonice, Sušice | 1166                       |
| České Budějovice    | pplk. Quido Matoušek   | České Budějovice, Český Krumlov, Kaplice | 1105                       |
| Rychnov nad Kněžnou | mjr. František Kynych  | Hradec Králové, Lanškroun, Nové Město nad Metují, Rychnov nad Kněžnou, Žamberk                                                                 | 876                        |
| Jičín               | mjr. Josef Wurm        | Broumov, Dvůr Králové nad Labem, Hořice, Jičín, Jilemnice, Náchod, Nová Paka, Semily, Trutnov, Vrchlabí                                        | 1528                       |
| Liberec             | pplk. František Kruliš | Česká lípa, Dubá, Frýdlant, Jablonec nad Nisou, Liberec, Mělník, Mnichovo Hradiště, Německé Jablonné, Rumburk, Šluknov, Turnov, Varnsdorf      | 1848                       |
| Litoměřice          | pplk. Ladislav Loupal  | Děčín, Kralupy nad Vltavou, Litoměřice, Roudnice nad Labem, Ústí nad Labem                                                                     | 1105                       |
| Most                | mjr. Josef Poděbradský | Bílina, Duchcov, Louny, Most, Teplice-Šanov | 1227                       |
| Kadaň               | pplk. František Stangl | Chomutov, Kadaň, Přísečnice, Žatec | 863                        |
| Falknov nad Ohří**  | mjr. František Helvín  | Aš, Falknov nad Ohří, Cheb, Jáchymov, Karlovy Vary, Kraslice, Loket, Mariánské Lázně, Nejdek, Teplá                                            | 1657                       |
| Stříbro             | mjr. Václav Diviš      | Planá, Stříbro, Tachov | 550                        |
| Domažlice           | pplk. Jaroslav Herkloc | Domažlice, Horšovský Týn, Klatovy | 1201                       |
| Jindřichův Hradec   | mjr. Jaroslav Černík   | Jindřichův Hradec, Kamenice nad Lipou, Pelhřimov, Třeboň                                                                                       | 1059                       |
| Šumperk             | pplk. Josef Knecht     | Frývaldov, Litovel, Moravská Třebová, Šumperk, Zábřeh                                                                                          | 755                        |
| Bruntál             | pplk. Miroslav Šitina  | Bruntál, Krnov, Moravský Beroun, Olomouc, Rýmařov, Štenberk                                                                                    | 828                        |
| Moravská Ostrava    | pplk. Ludvík Cibulka   | Bílovec, Český Těšín, Frýdek, Frynštát, Hlučín, Místek, Moravská Ostrava, Nový Jičín, Opava                                                    | 1723                       |
| Moravské Budějovice | mjr. František Čuta    | Dačice, Jihlava, Moravské Budějovice, | 652                        |
| Znojmo              | pplk. Adolf Matějů     | Moravský Krumlov, Znojmo | 902                        |
| Hodonín             | pplk. Josef Malec      | Hodonín, Hustopeče, Mikulov | 804                        |
| Žilina              | pplk. Albert Říha      | Bánovce, Čadca, Ilava, Kysucké Nové Mesto, Myjava, Nové Mesto nad Váhom, Považská Bystrica, Prievidza, Topoľčany, Trenčín, Velká Bytča, Žilina | 366                        |
| Liptovský Mikuláš   | pplk. Miroslav Pour    | Dolný Kubín, Kremnica, Liptovský Mikuláš, Námestovo, Ružomberok, Trstená, Turčiansky Svatý Martin                                              | 393                        |
| Spišská Nová Ves    | pplk. Josef Krejčí     | Bardejov, Giraltovce, Kežmarok, Levoča, Poprad, Prešov, Sabinov, Spišská Nová Ves, Spišská Stará Ves, Stará Ľubovňa                            | 474                        |
| Bratislava*         | pplk. Josef Fanta      | Bratislava, Bratislava-vidiek, Dunajská Streda, Galanta, Malacky, Modra Senica, Skalica, Šamorín, Trnava                                       | 2118                       |
| Nové Zámky          | pplk. Karel Jahelka    | Hlohovec, Komárno, Nitra, Nové Zámky, Parkan, Piešťany, Stará Ďala, Šala, Vráble, Zlaté Moravce                                                | 1022                       |
| Levice              | pplk. Josef Šebesta    | Banská Štiavnica, Krupina, Levice, Nová Baňa, Želiezovce                                                                                       | 613                        |
| Lučenec             | pplk. Jan Smolka       | Banská Bystrica, Lučenec, Modrý Kameň, Zvolen                                                                                                  | 856                        |
| Rimavská Sobota     | mjr. Bohumil Matoušek  | Brezno, Feledince, Revúca, Rimavská Sobota, Rožňava, Tornaľa                                                                                   | 683                        |
| Košice*             | pplk. Jaromír Libánský | Gelnica, Košice, Košice-vidiek, Moldava nad Bodvou                                                                                             | 617                        |
| Michalovce          | pplk. Josef Burda      | Humenné, Kapušany, Kráľovský Chlumec, Medzilaborce, Michalovce, Snina, Sobrance, Stropkov, Trebišov, Vranov nad Topľou, Vyšní Svidník          | 1253                       |
| Užhorod*            | pplk. Otto Francl      | Berehovo, Iršava, Mukačevo, Perečín, Sevljuš, Svalava, Užhorod, Velký Berezný                                                                  | 1022                       |
| Chust               | plk. Antonín Zeman     | Chust, Rachov, Ťačovo, Volové | 450                        |

*velitelství těchto praporů bylo přiděleno k policejnímu ředitelství
**Falknov nad Ohří je dnešní Sokolov
K zřízení těchto vnitrozemských praporů nedošlo: Poděbrady, Pardubice, Tábor, Plzeň, Brno, Kroměříž, Hranice
Vnitrozemský prapor Praha měl za úkol: zajišťovat bezpečnost v Praze, podílet se na ostraze linie opevnění VOP (vnější obrana Prahy) a podnikat akce proti nepřátelským parašutistům.

## Konec SOS v Čechách a na Moravě
Po mnichovském diktátu přešlo velení jednotek Stráže obrany státu 3. října 1938 pod pravomoc ministerstva vnitra i přesto, že armáda několikrát žádala o podřízení Stráže obrany státu armádě. Jednotky Stráže obrany státu střežily pomnichovskou hranici.
Stráž obrany státu měla podle nařízení ministerstva vnitra plnit úkol uzavření demarkační čáry a to tak, že stráž měla střežit území ve vzdálenosti 2 km do českého vnitrozemí od demarkační čáry.
S novou situací po odstoupení pohraničí se musela změnit organizace Stráže obrany státu. Po okupaci se velitelství praporů, jejichž sídlo leželo v okupovaném území, přesunulo do vnitrozemí. Ministerstvo vnitra stanovilo 6. října nové prozatímní obvody Stráže obrany státu. Tento plán zohledňoval i území, které bude Polsku a Německu odstoupeno do 10. října.
| Bývalý prapor SOS | Nové sídlo velitelství praporu | Obvod praporu                                                                                            |
| ----------------- | ------------------------------ | --- |
| Falknov nad Ohří  | Rakovník                       | zbytek oblasti praporu Falknov nad Ohří                                                                  |
| Kadaň             | Louny                          | zbytek oblasti praporů Kadaň a Most a okres Roudnice nad Labem                                           |
| Litoměřice        | Mělník                         | zbytek oblasti praporu Litoměřice a okresy Mělník a Mnichovo Hradiště                                    |
| Liberec           | Turnov                         | zbytek oblasti praporu Liberec a okresy Semily a Jilemnice                                               |
| Most              | Vysoké Mýto                    | část oblasti praporu Rychnov nad Kněžnou – okres Lanškroun a dále okresy Litomyšl, Polička a Vysoké Mýto |
| Stříbro           | Plzeň                          | zbytek oblasti praporu Stříbro a okresy Přeštice a Plzeň                                                 |
| Šumperk           | Boskovice                      | zbytek oblasti praporu Šumperk a okres Boskovice                                                         |
| Bruntál           | Olomouc-venkov                 | zbytek oblasti praporu Bruntál a okres Hranice                                                           |
| Znojmo            | Brno-venkov                    | zbytek oblasti praporu Znojmo a okres Brno-venkov                                                        |

Prapory jejichž velitelství nebylo zabráno, ale část obvodu ano, střežily zbytek svého obvodu (až na prapor Rychnov nad Kněžnou, ten se o svůj obvod dělil s praporem Vysoké Mýto). Zbytek oblasti praporu = část obvodu, která nebyla odstoupena Polsku či Německu.
K 11. říjnu sloužilo u jednotek stráže obrany státu celkem 16359 mužů.
26. listopadu byla výnosem ministerstva vnitra zrušena pohotovost stráže obrany státu.
I po Mnichovu stále pokračovaly útoky ze strany Němců, nejznámější je asi ten z Moravské Chrastové, kde 500 Němců obec obsadilo a odvlekli místní československé jednotky. Českoslovenští vojáci však i přes ztráty dobyli Moravskou Chrastovou zpět.
Incidenty s Polskem a Maďarskem přišly až po předání některých území těmto státům, které ale chtěly větší kus Československa pro svoji zemi. Tedy 2. října začalo předávání území Těšínska Polsku a 2. listopadu přišlo nové vymezení hranic mezi Maďarskem a Československem, kvůli tzv. Vídeňské arbitráži a Československo přišlo o jižní Slovensko a část Podkarpatské Rusi. Na československo-maďarskou hranici byly ale převeleny oddíly z Moravy a Čech, a tak Maďarské útoky zůstaly bez úspěchu. Nejznámější bitvou mezi Československem a Maďarskem je asi bitva u Rozvegova. Po vzniku klerofašistického Slovenského štátu se museli Čechoslováci na Podkarpatské Rusi bránit i Síčovcům. Čechoslováci se z Podkarpatské Rusi stahovali třemi směry do Polska, na Slovensko a do Rumunska. Poslední jednotky ustoupily do Rumunska až 18. března, tedy tři dny po zániku Československa.
Přesto, že oficiálně byla republika v mírovém stavu se všemi svými sousedy, padlo v bojích s Německem, Polskem a Maďarskem minimálně 171 příslušníků československé branné moci a Stráže obrany státu a 404 jich bylo raněno.
Stráž obrany státu oficiálně zanikla nařízením protektorátní vlády č. 3 ze dne 21. prosince 1939. Stráž obrany státu působila ještě ve Slovenském štátu, kde byla ale později také zrušena. Po válce se uvažovalo o obnovení Stráže obrany státu, k tomu však nedošlo.